# Franschhoek
Franschhoek (letteralmente "l'angolo francese", in afrikaans) è una cittadina nel distretto di Cape Winelands, nella provincia del Capo Occidentale in Sudafrica.

## Geografia fisica
Sorge a circa 60 chilometri ad est di Città del Capo, sulla Wine Route, in una valle chiamata dagli olandesi l'angolo degli elefanti.

## Storia
Fu fondata nel 1688 dai rifugiati francesi ugonotti provenienti dai Paesi Bassi, in fuga dalle loro terre di origine, a seguito della revoca dell'Editto di Nantes da parte del sovrano francese Luigi XIV. I coloni costruirono le prime fattorie e contribuirono allo sviluppo della coltivazione della vite, attribuendo alle varie aree i nomi dei loro luoghi di provenienza quali La Motte, Chamonix, Provence. La politica di assimilazione delle autorità olandesi fu così determinata che ben presto l'utilizzo della lingua francese scomparve del tutto. Oggi Franschhoek è una rinomata meta turistica grazie ai suoi ristoranti e alla sua posizione all'interno della rinomata zona vinicola del Sudafrica, in grado di offrire ai visitatori un ambiente tranquillo e dalle affascinanti bellezze naturali.

## Monumenti e luoghi d'interesse
Il 17 aprile del 1948 fu inaugurato il Monumento agli Ugonotti, a ricordo della immigrazione ugonotta. Il monumento si compone di tre archi che simbolizzano la Santa Trinità; in alto al centro è raffigurato un sole con la croce. La figura femminile al centro che impersonifica la libertà religiosa, tiene tra le mani una Bibbia ed una catena spezzata. Nella cittadina è anche presente un museo dedicato agli ugonotti.

## Amministrazione

### Gemellaggi
- Dilbeek in Belgio